# Josiah Deguara
Josiah Daniel Deguara (Santa Rosa, 14 febbraio 1997) è un giocatore di football americano statunitense che milita nel ruolo di tight end per i Jacksonville Jaguars della National Football League (NFL).

## Carriera

### Green Bay Packers
Deguara al college gioco a football all'Università di Cincinnati dal 2016 al 2019. Fu scelto nel corso del terzo giro (94º assoluto) del Draft NFL 2020 dai Green Bay Packers. Debuttò come professionista nella gara del primo turno contro i Minnesota Vikings ricevendo un passaggio da 12 yard dal quarterback Aaron Rodgers. Nella settimana 5 si ruppe il legamento crociato anteriore, chiudendo la sua stagione da rookie con 2 presenze.

### Jacksonville Jaguars
Deguara firmò con i Jacksonville Jaguars il 28 marzo 2024. Fu svincolato il 27 agosto dopo di che rifirmò per la squadra di allenamento.